# 榮桂
榮桂（1836年—？），漢軍正白旗人，清朝政治人物、同進士出身。
光緒三年（1877年），参加丁丑科殿試，登進士三甲第173名。同年五月，分部學習。